# حسن عبد العظيم
حسن عبد العظيم (1932- ) سياسي سوري من مواليد قرية حلبون في محافظة ريف دمشق. يشغل منصب المنسق العام لهيئة التنسيق الوطنية لقوى التغيير الديمقراطي منذ 2011 وحتى الآن، كما يشغل منصب الأمين العام الاتحاد الاشتراكي العربي في سوريا منذ عام 2020 .

## مناصبه السابقة
- المنسق العام لهيئة التنسيق الوطنية لقوى التغيير الديمقراطي منذ 2011
- الأمين العام للاتحاد الاشتراكي العربي منذ 2000